# Duffer testvérek
Matt Duffer és Ross Duffer (Durham, 1984. február 15.–), ismertebb nevükön a Duffer testvérek amerikai forgatókönyvírók, rendezők és producerek. Legismertebb filmes alkotásuk a 2016-ban bemutatott Stranger Things című sci-fi, horror és drámasorozat. Ők írták és rendezték továbbá a 2015-ös Hidden című horrorfilmet, illetve a Wayward Pines című sorozat írásában is részt vettek.
Fiatal koruk óta érdeklődtek a filmgyártás iránt, így 2007-ben az egyesült államokbeli Észak-Karolinából Kaliforniába költöztek, ahol a Chapman University hallgatói voltak. 2011 óta dolgoznak a filmiparban.

## Életük és karrierjük
A Duffer testvérek az észak-karolinai Durhamban születtek és nevelkedtek. Az iskola harmadik osztályában kezdtek el filmeket készíteni egy Hi8-as videókamerával, amit szüleiktől kaptak ajándékba. Több magániskolába is jártak, de érettségit végül a Charles E. Jordan High Schoolban szereztek. Nem sokkal később a Kalifornia állambeli Orange-ba költöztek, hogy filmművészetet tanuljanak a Chapman University-n. A testvérpár 2007-ben diplomázott le. Miután több kisfilmet is megírtak, illetve rendeztek, 2011-ben a Warner Bros. megvásárolta a Duffer testvérek által írt Hidden című posztapokaliptikus horrorfilm forgatókönyvét. 2012-ben a páros a film rendezésében is kivette részét, melyet végül 2015-ben mutattak be a filmvásznon. M. Night Shyamalan rendező a film forgatókönyvét olvasva, írókként/producerekként felvette Dufferékat a Fox csatorna Wayward Pines című sorozatához.

### Stranger Things
Az első televíziós tapasztalatok után a testvérpár belekezdett a Stranger Things alapötletének felvázolásába, amely végül Dan Cohenen keresztül eljutott egészen a rendező Shawn Levy-ig. Levy 21 Laps elnevezésű filmgyártó vállalkozásának köszönhetően a Netflix hamar lecsapott a sorozatra. Története 1983-ban Indiana államban játszódik és egyfajta tisztelgésnek is értelmezhető az 1980-as évek meghatározó horror és sci-fi témájú alkotásai előtt, mint például Steven Spielberg, John Carpenter, Stephen King és George Lucas filmjei.
A sorozat nyolc epizódból álló első évadát 2016. július 15-én mutatták be a Netflixen, mellyel világszerte kiérdemelték a kritikusok dicséreteit a karakterek felépítése, a színészi teljesítmény, a sorozat hangulata, a rendezés és a forgatókönyvírás területén is. A kritikákat gyűjtő Rotten Tomatoes oldalán a sorozat 95%-os értékelést kapott. 2016. augusztus 31-én a Netflix berendelte a kilenc epizódból álló második évadot, melyet 2017. október 27-én tettek elérhetővé.

## Filmográfia

### Rövidfilmek
| Év   | Cím                      | Tevékenység | Tevékenység | Tevékenység | Megjegyzések             |
| Év   | Cím                      | Rendező     | Író         | Producer    | Megjegyzések             |
| ---- | ------------------------ | ----------- | ----------- | ----------- | ------------------------ |
| 2005 | We All Fall Down         | Igen        | Igen        |             |                          |
| 2006 | The Big Toe              |             |             |             | Vágók                    |
| 2007 | Eater                    | Igen        | Igen        |             | Vágók is                 |
| 2008 | Saturday Night at Norm's |             |             | Igen        |                          |
| 2008 | The Milkman              |             |             | Igen        | Színészként is feltűnnek |
| 2009 | Abraham's Boys           | Igen        | Igen        | Igen        | Vágók is                 |
| 2009 | Road to Moloch           |             | Igen        |             |                          |
| 2012 | Vessel                   |             | Igen        |             |                          |

### Mozifilmek
| Év   | Cím    | Tevékenység | Tevékenység | Tevékenység | Megjegyzések |
| Év   | Cím    | Rendező     | Író         | Producer    | Megjegyzések |
| ---- | ------ | ----------- | ----------- | ----------- | ------------ |
| 2015 | Hidden | Igen        | Igen        |             |              |

### Sorozatok
| Év         | Cím             | Tevékenység | Tevékenység     | Tevékenység | Tevékenység | Megjegyzések                                                                   |
| Év         | Cím             | Alkotó      | Vezető producer | Író         | Rendező     | Megjegyzések                                                                   |
| ---------- | --------------- | ----------- | --------------- | ----------- | ----------- | ------------------------------------------------------------------------------ |
| 2015–2016  | Wayward Pines   |             | Igen            | Igen        |             | vezető producerek (2 epizód) Írók (4 epizód)                                   |
| 2016–jelen | Stranger Things | Igen        | Igen            | Igen        | Igen        | Alkotók és vezető producerek (1-4. évad) Írók (16 epizód) Rendezők (19 epizód) |

## Fordítás
- Ez a szócikk részben vagy egészben  a   Duffer Brothers című angol Wikipédia-szócikk fordításán alapul.  Az eredeti cikk szerkesztőit annak laptörténete sorolja fel. Ez a jelzés csupán a megfogalmazás eredetét és a szerzői jogokat jelzi, nem szolgál a cikkben szereplő információk forrásmegjelöléseként.